# Langelandia reitteri
Langelandia reitteri is een keversoort uit de familie somberkevers (Zopheridae). De wetenschappelijke naam van de soort werd in 1882 gepubliceerd door Marie Joseph Paul Belon.